# Madeleine Stevelius
Madeleine Stevelius, född 1927, död 1992, var en svensk lexikograf.
Hon var dotter till advokat Rutger Stevelius. Madeleine Stevelius var bland annat redaktör för årsboken Anno. Hon ledde arbetet med att sammanställa Nordisk familjebok 1994 som gavs ut i två band 1993 efter hennes död.

## Källhänvisningar
1. ↑  Stevelius, Rutger i Vem är Vem?: Skånedelen (första upplagan, 1948)
2. ↑   Nordisk Familjebok 1994. Malmö: Corona. 1993. ISBN 91-564-1040-9. http://libris.kb.se/bib/7428338